# Priles
Priles – wieś w Chorwacji, w żupanii varażdińskiej, w gminie Sveti Đurđ. W 2011 roku liczyła 230 mieszkańców.